# Bộ Đà điểu Nam Mỹ
Bộ Đà điểu Nam Mỹ, tên khoa học Rheiformes, là một bộ chim. Bộ Này chỉ có một họ chứa 1 chi còn sinh tồn là Đà điểu Nam Mỹ.

## Phân loại học
Bộ này gồm các phân loại sau:
- Họ † Opisthodactylidae[2] Ameghino, 1895
  - Chi † Diogenornis[2] Alvarenga, 1983
    - Loài † Diogenornis fragilis[2]

  - Chi † Opisthodactylus[2] Ameghino, 1891
- Họ Rheidae Bonaparte, 1849
  - Chi † Heterorhea[2] Rovereto, 1914
    - Loài † Heterorhea dabbenei

  - Chi † Protorhea[2] Moreno et Mercerat, 1891
    - Loài † Protorhea azarae[2] Moreno et Mercerat, 1891

  - Chi † Hinasuri
    - Loài † Hinasuri nehuensis

  - Chi Rhea
    - Loài Rhea americana Linné, 1758 – Nandou d'Amérique
    - Loài Rhea pennata – Nandou de Darwin
    - Loài † Rhea fossilis[2] Moreno et Mercerat, 1891
    - Loài † Rhea pampeana[2] Moreno et Mercerat, 1891
    - Loài † Rhea subpampeana[2] Moreno et Mercerat, 1891